# كيفن كامبل
كيفن كامبل ((بالإنجليزية: Kevin Kampl)‏؛ مواليد 9 أكتوبر 1990) هو لاعب كرة قدم سلوفيني يجيد اللعب في مركز خط الوسط لنادي باير 04 ليفركوزن في البوندسليغا بالإضافة إلى المنتخب السلوفيني.

## روابط خارجية
- كيفن كامبل على موقع الاتحاد الأوربي (الإنجليزية)
- كيفن كامبل على موقع قاعدة بيانات كرة القدم.إي يو (الإنجليزية)
- كيفن كامبل على موقع بيانات كرة القدم. دي إي (الألمانية)
- كيفن كامبل على موقع ليكيب (الفرنسية)
- كيفن كامبل على موقع ناشيونال فوتبول تيمز (الإنجليزية)
- كيفن كامبل على موقع Soccerway.com (الإنجليزية)
- كيفن كامبل على موقع عالم كرة القدم.نت (الإنجليزية)
- كيفن كامبل على موقع كووورة
- كيفن كامبل على موقع AS.com (الإسبانية)
- كيفن كامبل – سجل منافسات اليويفا